# 0점하의 자식들
"0점하의 자식들"은 1982년에 개봉한 대한민국의 영화이다.

## 캐스팅
- 이여인
- 강태기
- 유영국
- 최지원
- 안병경
- 이구순
- 윤준희
- 김길호
- 강계식
- 문태선
- 남포동
- 홍윤정
- 박예숙
- 이정애
- 박용팔
- 윤일주
- 손전
- 노사강
- 최용팔
- 김정근
- 오희찬
- 김선자
- 이혜자
- 윤일란
- 김옥진
- 정영국
- 양성원
- 이기영
- 최재호
- 송수영
- 송영수 (특별출연)
- 이예민 (특별출연)
- 서정일 (특별출연)